# Казанцево (Заринский район)
Каза́нцево — посёлок в Заринском районе Алтайского края Российской Федерации. Входит в состав Новодраченинского сельсовета.

## География
Посёлок Казанцево расположен в северо-восточной части края, у реки Аламбай, примерно в 23 км к северо-востоку от города Заринска. Ближайший населённый пункт — посёлок Смазнево, где расположена одноимённая железнодорожная станция.
Рядом с посёлком расположена кедровая роща. Участок рощи площадью 2 га находится под государственной охраной. Севернее посёлка протекает река Аламбай.
Климат
континентальный. Средняя температура января −17,7 °C, июля +19,2 °C. Годовое количество атмосферных осадков — 450 мм.

## История
Посёлок входит в муниципальное образование «Новодраченинский  сельсовет» согласно муниципальной и административно-территориальной реформе 2007 года .

## Население
| 1997 | 1998 | 1999 | 2000 | 2001 | 2002 | 2003 | 2004 | 2005 |
| ---- | ---- | ---- | ---- | ---- | ---- | ---- | ---- | ---- |
| 210  | ↘206 | ↘204 | ↗211 | ↘204 | ↗225 | ↘186 | ↘182 | ↘178 |
| 2006 | 2007 | 2008 | 2009 | 2010 | 2011 | 2012 | 2013 |      |
| ↘175 | ↘165 | ↗169 | ↘96  | ↗113 | ↘112 | ↘108 | ↘105 |      |

национальный состав
Согласно результатам переписи 2002 года, в национальной структуре населения русские составляли 96 % от 194 жителей.

## Инфраструктура
Экономика
Основное направление  — сельское хозяйство.
Летом 2012 года стало известно, что в Казанцево откроется гостевой дом на 12 человек.

## Транспорт
Посёлок доступен автомобильным транспортом. 